# Evans-Gambit
Beim Evans-Gambit oder Gambit des Kapitäns Evans handelt es sich um eine Eröffnung des Schachspiels, die in mehrere Varianten unterteilt wird. Das Evans-Gambit zählt zu den Offenen Spielen.
Jede seiner Hauptvarianten beginnt mit folgenden Zügen:
1. e2–e4 e7–e5 2. Sg1–f3 Sb8–c6 3. Lf1–c4 Lf8–c5 4. b2–b4
Das Evans-Gambit entwickelt sich aus der Italienischen Partie. Ein berühmtes Beispiel ist die sogenannte Immergrüne Partie zwischen Adolf Anderssen und Jean Dufresne.

## Hintergrund und Idee des Gambits
Diese Eröffnung wird nach ihrem Erfinder, dem Schiffskapitän William Davies Evans benannt. Er wendete sie erstmals 1824 bei einer Partie zwischen den Häfen Milford und Dunmore an.
Sollte der Schwarzspieler das Gambit annehmen, so erhält Weiß einigen Entwicklungsvorsprung und vorerst ein so genanntes Vollzentrum, da er durch den Zeitgewinn zu dem Bauern auf e4 noch einen weiteren nach d4 stellen kann. Beispielhaft hierfür die folgenden Varianten:
1. e2–e4 e7–e5 2. Sg1–f3 Sb8–c6 3. Lf1–c4 Lf8–c5 4. b2–b4 Lc5xb4 5. c2–c3 Lb4–a5 6. d2–d4 d7–d6
1. e2–e4 e7–e5 2. Sg1–f3 Sb8–c6 3. Lf1–c4 Lf8–c5 4. b2–b4 Lc5xb4 5. c2–c3 Lb4–c5 6. d2–d4 e5xd4
Eine andere Möglichkeit ist eine Ablehnung des Gambits durch den Zug 4. … Lc5–b6, wonach der Weißspieler Raum am Damenflügel gewinnt.

## Praxis auf Großmeisterniveau
Obwohl auf der Ebene der Großmeister die Ablehnung des Gambits zuletzt gute Resultate für Schwarz einbrachte, wird das Bauernopfer meistens angenommen. Die Resultate hierbei sind sehr unterschiedlich, allgemein werden allerdings auch diese Varianten als ausreichend für Schwarz angesehen.
Bemerkenswert ist, dass sowohl Bobby Fischer als auch Garri Kasparow, beide sonst treue Anhänger der Spanischen Partie mit Weiß, dieses Gambit als spielbar erachteten und im Laufe ihrer Karriere einige Male einsetzten. Als Kasparow im Jahre 1995 erstmals die damals fast völlig aus der Turnierpraxis verschwundene Eröffnung erfolgreich gegen Viswanathan Anand einsetzte, kam es zu einem Wiederaufleben des Evans-Gambits. Seitdem ist es zwar selten, aber in regelmäßigen Abständen in der Großmeisterpraxis wiederzufinden. Großen Anteil an der fortlaufenden Erhaltung auf diesem Niveau hat vor allem der britische Großmeister Nigel Short, der immer wieder Neuerungen und Verbesserungen in unbekannteren Abspielen des Gambits findet.

## Typische Eröffnungsfehler
Ein häufiger Fehler ist die Annahme des weiteren „geopferten“ Bauern auf c3 nach 4. … Lc5xb4 5. c2–c3 Lb4–c5?! 6. d2–d4 e5xd4 7. 0–0 d4xc3? Nach 8. Lc4xf7+ Ke8xf7 9. Dd1–d5+ gewinnt Weiß den Läufer zurück und steht mit Entwicklungsvorsprung angesichts offener schwarzer Königsstellung deutlich besser.

### Erste Kurzpartie
Die nachfolgende Partie wurde 1826 oder 1827 zwischen Kapitän Evans und Alexander McDonnell in London gespielt. Es ist die ursprüngliche Variante, die Zugumstellung von 5. b2–b4 auf den vierten Zug erfolgte erst zu späterer Zeit.

4. 0–0 d7–d6
5. b2–b4 Lc5xb4
6. c2–c3 Lb4–a5
7. d2–d4 Lc8–g4
8. Dd1–b3 Dd8–d7 (8. … Lg4xf3! war hier noch stärker.)

9. Sf3–g5 (Besser war 9. Lc4xf7+! Dd7xf7 10. Db3xb7! Ta8–b8 11. Db7xc6+±; der sofortige Bauernraub 9. Db3xb7? verbietet sich wegen 9. … Ta8–b8!, wonach Weiß für die Flucht seiner Dame seinen Läufer opfern muss, ohne das Material zurückgewinnen zu können.) Sc6–d8

10. d4xe5 d6xe5
11. Lc1–a3 Sg8–h6
12. f2–f3 La5–b6+
13. Kg1–h1 Lg4–h5
14. Tf1–d1! Dd7–c8
15. Td1xd8+?
 Weiß nutzt mit diesem Zug seinen Vorteil nicht und gestattet es Schwarz, sich aus seiner misslichen Lage zu befreien.

Siegbringend war hier der Zug 15. Db3–b5+!!, da Schwarz sich danach nicht mehr gegen den Angriff von Weiß wehren kann.

Es folgt entweder 15. … Sd8–c6 16. Lc4–d5! Dc8–d7 17. Ld5xc6! b7xc6 18. Db5xe5+ Ke8–d8 19. De5–e7+! Kd8–c8 20. Td1xd7 +−

oder 15. … c7–c6 16. Db5xe5+! Sd8–e6 17. Sg5xe6 f7xe6 18. Lc4xe6! Dc8–c7 19. Le6–d7+ und Matt im nächsten Zug.

15. … Dc8xd8
16. Sg5xf7 Dd8–h4??

Dieser unmotivierte und sinnlose Ausflug der Dame ermöglicht Weiß doch noch den Sieg, nachdem er die erste Chance vergeben hatte.

Dabei wäre nach 16. … Dd8–f6! 17. Sf7xh8 0–0–0!= die Stellung ausgeglichen und ein Remis für Schwarz problemlos möglich gewesen.

17. Db3–b5+ c7–c6
18. Db5xe5+ Ke8–d7
19. De5–e6+ Kd7–c7
20. La3–d6#

### Zweite Kurzpartie
Diese Partie wurde 1862 zwischen Wilhelm Steinitz und Pilhal in Wien gespielt. Besonderes Augenmerk sollte man auf das dreifache Bauernopfer richten, wodurch Weiß geschickt die Rochade von Schwarz unterbindet und seinen Mattangriff damit erst möglich macht.

4. … Lc5xb4
5. c2–c3 Lb4–a5
6. 0–0 Sg8–f6
7. d2–d4 Das zweite Bauernopfer.

7. … e5xd4
8. Lc1–a3 d7–d6
9. e4–e5 Das dritte Bauernopfer.

(Jedoch war auch 9. c3xd4! Sf6xe4 10. d4–d5 Sc6–e7 11. Dd1–a4+ c7–c6 12. d5xc6 0–0 13. Lc4–a6= eine gute Fortsetzung.)

9. … d6xe5
10. Dd1–b3 Dd8–d7
11. Tf1–e1 Dd7–f5?! (Eine deutlich stärkere Verteidigung war hier 11. … e5–e4!)

12. Lc4–b5! Sf6–d7? (Hier versprach 12. … Lc8–e6! mit Angriff auf die weiße Dame am meisten, jedoch besäße Weiß auch dann die bessere Stellung.)

13. Db3–d5 La5–b6? Ein unnützer Zug, mit dem Schwarz seine Niederlage einleitet.

Richtig wäre hier 13. … Df5–e6! mit forciertem Damentausch gewesen.

14. Sf3xe5! Sc6–e7? Damit erleichtert Schwarz seinem Gegner die Gewinnführung, allerdings hätten die besseren Verteidigungsmöglichkeiten den Verlust der Dame zur Folge gehabt.

15. Se5xd7! Df5xd5? Auch wenn die Niederlage ohnehin nicht mehr abzuwenden war, gab es eine Reihe ernstzunehmender Verteidigungen.

Nach diesem Damenraub wird Schwarz sofort matt.

16. Sd7–f6+! Ke8–d8
17. La3xe7#

### Dritte Kurzpartie
In dieser dritten Beispielpartie, die 1942 in New York zwischen Helms und Tenner gespielt wurde, verzichtet Schwarz auf das Schlagen des Bauern auf b4 und zieht seinen Läufer zurück.

4. … Lc5–b6
5. a2–a4 a7–a6?! Damit kann Schwarz den Bauernsturm nicht aufhalten. Deutlich besser war hier 5. … Sc6xb4!

6. a4–a5 Lb6–a7
7. b4–b5 a6xb5
8. Lc4xb5 Sg8–f6
9. Lc1–a3?! Keine gute Fortsetzung. Zwar verzögert Weiß die Rochade von Schwarz, allerdings ist daraus kein Vorteil ersichtlich. Vielmehr verschafft er seinem Gegner einen Mehrbauern, ohne adäquate Kompensation dafür zu besitzen. Außerdem gab es neben dem idealen 9. Lb5xc6! auch geeignetere Entwicklungszüge, zum Beispiel die kurze Rochade oder Lc1–b2.

9. … Sf6xe4 Dieser Bauernraub birgt keinerlei Risiko für Schwarz.

10. Dd1–e2 Se4xf2? Dahinter steckt die Idee, den Turm auf h1 zu erobern. Allerdings versprüht der Springer auf f2 keine akute Bedrohung, weshalb dieser Zug ein entscheidender Fehler war. Da sein König noch unsicher steht, durfte Schwarz hier noch nicht an Materialgewinn denken.
 Korrekt war das Schlagen mit dem Läufer, weil dieser dem weißen König Schach gibt. Durch den Zug des weißen Königs erlangt Schwarz das zusätzliche Tempo, das er zu seiner Verteidigung benötigt: 10. … La7xf2+! 11. Ke1–f1 f7–f5! 12. c2–c3 (notwendig, um Sc6–d4 zu vermeiden, da dieser Zug den Vorteil von Schwarz zementieren würde) Ta8xa5 13. d2–d3 Ta5xb5 14. d3xe4 Tb5xb1+ 15. Ta1xb1 Lf2–a7 16. e4xf5 Dd8–f6 17. Kf1–e1 Df6xf5∓

[Der Versuch, den Bauern auf f5 zu verteidigen, würde alles noch schlimmer machen: 17. g2–g4? h7–h5! 18. Sf3–d2 d7–d5 19. Tb1–b5 h5xg4 20. Tb5xd5 Df6xf5+ 21. Kf1–g2−+ und Schwarz besitzt einen noch größeren Stellungsvorteil.]
 Bei korrektem Spiel erlangt Schwarz also für einen Turm einen Läufer und drei Mehrbauern sowie die bessere Stellung und hätte gute Chancen auf den Sieg.
 Doch da er den Bauern f2 mit der falschen Figur geschlagen hat, ist sein Vorteil dahin.

11. Sf3xe5! Dieser sehr starke Befreiungsschlag ist nur möglich, weil der schwarze Springer nicht mehr in der e-Linie steht! Die Tragweite des Fehlers im zehnten Zug wird jetzt offensichtlich.

11. … Sc6–d4?? Schwarz scheint immer noch nicht bemerkt zu haben, dass er kurz vor dem Matt steht. Schon wieder ist er ausschließlich auf Figurengewinn fixiert und greift deshalb die Dame an, was Weiß ein zweizügiges Matt ermöglicht. Dabei war noch nichts verloren, 11. … Sc6–e7! hätte die Gefahr beseitigt und eine völlig ausgeglichene Partie eingeleitet.

12. Se5xd7+!! Sd4xe2
13. Sd7–f6#